# I. e. 312
Évszázadok: i. e. 5. század – i. e. 4. század – i. e. 3. század
Évtizedek: i. e. 360-as évek – i. e. 350-es évek – i. e. 340-es évek – i. e. 330-as évek – i. e. 320-as évek – i. e. 310-es évek – i. e. 300-as évek – i. e. 290-es évek – i. e. 280-as évek – i. e. 270-es évek – i. e. 260-as évek
Évek: i. e. 317 – i. e. 316 – i. e. 315 – i. e. 314 –  i. e. 313 – i. e. 312 – i. e. 311 – i. e. 310 – i. e. 309 – i. e. 308 – i. e. 307

## Események

### Makedón Birodalom
- A harmadik diadokhosz háborúban Ptolemaiosz és Szeleukosz benyomul az Antigonosz által megszállt Szíriába. A gázai csatában legyőzik Antigonosz fiát, Démétrioszt. Szeleukosz visszatér Babilonba (ez az október 1-i esemény válik a Szeleukida Birodalom és néhány más hellenisztikus állam időszámításának kezdetévé).
- Az Antigonosz szolgálatában álló Teleszphorosz Korinthosz és Sziküón kivételével elfoglalja valamennyi várost a Peloponnészoszon.

### Itália
- Szicíliában a szürakuszaiak Karthágótól kérnek segítséget türannoszuk, Agathoklész miatt. A karthágóiak nagy sereget küldenek a szigetre.
- Rómában Marcus Valerius Maximus Corvust és Publius Decius Must választják consulnak. M. Valerius a vége felé járó szamnisz háborút kapta, míg a megbetegedő P. Decius helyett Caius Iunius Bubulcus Brutust dictatorrá nevezték ki, aki a fenyegető etruszk háború miatt nagy hadsereget állít fel és megszervezi a védelmet.
- Appius Claudius Caecus censor elkezdi megépíttetni a Róma és Capua közötti Via Appiát és a Aqua Appia vízvezetéket.[1]

## Halálozások
- Peithón, makedón hadvezér

## Fordítás
- Ez a szócikk részben vagy egészben  a(z)   312 BC című angol Wikipédia-szócikk ezen változatának fordításán alapul.  Az eredeti cikk szerkesztőit annak laptörténete sorolja fel. Ez a jelzés csupán a megfogalmazás eredetét és a szerzői jogokat jelzi, nem szolgál a cikkben szereplő információk forrásmegjelöléseként.